# Nekrolog 1394
Nekrolog
◄◄
| ◄
| 1390
| 1391
| 1392
| 1393
| 1394 | 1395 | 1396 | 1397 | 1398 | ► | ►►
Weitere Ereignisse | Allgemeiner Nekrolog 1394
Die Beschreibung der verstorbenen Person sollte so kurz wie möglich gehalten sein und nur deren signifikante Tätigkeit(en) enthalten.
Neue Namen ggf. auch unter dem Geburts- und Sterbedatum, also etwa unter 1. Januar und im Geburts- und Sterbejahr (2024) eintragen (nur bei entsprechender großer Wichtigkeit). Für Beispiele siehe die schon vorhandenen Artikel.
Außerdem über die fünf zuletzt Verstorbenen, zu denen es einen ausreichend guten Artikel für eine Präsentation auf der Hauptseite gibt, nach der todesbedingten Überarbeitung der Artikel ggf. auch unter Wikipedia Diskussion:Hauptseite informieren und sie am besten auch in den anderen Wikipedia-Sprachversionen eintragen. Tipp: Regelmäßig bei news.google.de nach „ist tot“, „gestorben“ oder „verstorben“ suchen.
Wenn eine Person gestorben ist, gibt es viele Seiten zu dieser Person in der Wikipedia, die davon auch betroffen sind und entsprechend aktualisiert werden müssen. Beispiele: Namenübersichtsseite, Geburtsjahr, Geburtsort-Seiten und viele mehr.
Wie finde ich die betroffenen Seiten?
Im Suchfeld auf der linken Seite gibt man den Suchbegriff so ein: „Vorname Nachname“. Dann klickt man auf Volltext und alle Seiten mit entsprechendem Suchtext werden aufgerufen. Hier sieht man dann schnell, wo auch das Todesjahr Sinn macht oder sogar ein Teil des Artikels angepasst werden muss. Auch hilft das „Werkzeug“ auf der linken Seite sehr gut, um solche Seiten aufzufinden: „Links auf diese Seite“. Somit ist die Wikipedia wieder aktuell in allen Bereichen! Hinweis: bei Eintragung der Kategorie „Gestorben JAHR“ wird der Missbrauchsfilter 49 ausgelöst, was jedoch nicht schlimm ist. Siehe: Spezial:Missbrauchsfilter/49
Dies ist eine Liste von im Jahr 1394 verstorbenen bekannten Persönlichkeiten. Die Einträge erfolgen innerhalb der einzelnen Daten alphabetisch sortiert. Tiere sind im Nekrolog für Tiere zu finden.

## Februar
| Tag         | Name                         | Beruf, bekannt als               | Alter | Beleg |
| ----------- | ---------------------------- | -------------------------------- | ----- | ----- |
| 11. Februar | John de Ros, 5. Baron de Ros | englischer Adliger und Politiker |       |       |

## März
| Tag      | Name                      | Beruf, bekannt als                                                     | Alter | Beleg |
| -------- | ------------------------- | ---------------------------------------------------------------------- | ----- | ----- |
| 15. März | Gerhard Kikpot von Kalkar | deutscher Theologe und erster Kölner Professor des späten Mittelalters |       |       |

## Mai
| Tag    | Name   | Beruf, bekannt als    | Alter | Beleg |
| ------ | ------ | --------------------- | ----- | ----- |
| 6. Mai | Lorenz | Herr zu Werle-Güstrow |       |       |

## Juni
| Tag      | Name                | Beruf, bekannt als                                                                 | Alter | Beleg |
| -------- | ------------------- | ---------------------------------------------------------------------------------- | ----- | ----- |
| 4. Juni  | Mary de Bohun       | erste Frau von König Heinrich IV. von England und die Mutter von König Heinrich V. |       |       |
| 7. Juni  | Anne von Böhmen     | erste Königsgemahlin Richards II. von England                                      | 28    |       |
| 12. Juni | Guy de Prangins     | Bischof von Lausanne                                                               |       |       |
| 13. Juni | Wartislaw VI.       | Herzog von Pommern-Wolgast                                                         |       |       |
| 25. Juni | Dorothea von Montau | katholische Heilige                                                                | 47    |       |

## Juli
| Tag      | Name                                | Beruf, bekannt als                          | Alter | Beleg |
| -------- | ----------------------------------- | ------------------------------------------- | ----- | ----- |
| 9. Juli  | Nikolaus III.                       | Herzog von Troppau und Leobschütz           |       |       |
| 24. Juli | Alexander Stuart, 1. Earl of Buchan | Sohn von Robert II., König von Schottland   |       |       |
| 29. Juli | Ruprecht von Berg                   | Elekt-Fürstbischof von Passau und Paderborn |       |       |

## August
| Tag        | Name           | Beruf, bekannt als                             | Alter | Beleg |
| ---------- | -------------- | ---------------------------------------------- | ----- | ----- |
| 8. August  | Marino Bulcani | italienischer Kardinal der katholischen Kirche |       |       |
| 27. August | Chōkei         | 98. Tennō von Japan                            |       |       |

## September
| Tag           | Name                    | Beruf, bekannt als | Alter | Beleg |
| ------------- | ----------------------- | --- | ----- | ----- |
| 7. September  | Adolf III. von der Mark | Bischof von Münster (1357–1363); Elekt von Köln (1363–1364); Graf von Kleve (1368–1394); Graf von der Mark (1392–1393) |       |       |
| 16. September | Clemens VII.            | Gegenpapst (1378–1394)                                                                                                 |       |       |

## Oktober
| Tag         | Name                                   | Beruf, bekannt als                                                                                       | Alter | Beleg |
| ----------- | -------------------------------------- | --- | ----- | ----- |
| 12. Oktober | Johann Sobieslaus von Luxemburg-Mähren | römisch-katholischer Bischof von Leitomischl, postulierter Bischof von Olmütz und Patriarch von Aquileja |       |       |
| 13. Oktober | Christian von Witzleben                | Bischof von Naumburg                                                                                     |       |       |
| 29. Oktober | Baldewin von Steinfurt                 | Domherr in Münster                                                                                       |       |       |

## November
| Tag      | Name                | Beruf, bekannt als | Alter | Beleg |
| -------- | ------------------- | ------------------ | ----- | ----- |
| November | Nerio I. Acciaiuoli | Herzog von Athen   |       |       |

## Dezember
| Tag          | Name                                | Beruf, bekannt als              | Alter | Beleg |
| ------------ | ----------------------------------- | ------------------------------- | ----- | ----- |
| 13. Dezember | Otto I.                             | Herzog zu Braunschweig-Lüneburg |       |       |
| 28. Dezember | Maria Angelina Dukaina Palaiologina | Basilissa des Despotat Epirus   |       |       |

## Datum unbekannt
| Tag | Name                    | Beruf, bekannt als                                   | Alter | Beleg |
| --- | ----------------------- | ---------------------------------------------------- | ----- | ----- |
|     | Abu l-Abbas Ahmad II.   | Kalif der Hafsiden in Ifriqiya (1370–1394)           |       |       |
|     | Fazlallāh Astarābādī    | Begründer des Hurufismus                             |       |       |
|     | Eberhard II.            | Graf von Zweibrücken                                 |       |       |
|     | Gongyang Wang           | 34. König des Goryeo-Reiches und der Goryeo-Dynastie |       |       |
|     | Gottfried VIII.         | regierender Graf von Ziegenhain und Nidda            |       |       |
|     | Heinrich VII.           | Herzog von Sagan und herzoglich Glogau sowie Steinau |       |       |
|     | John Hawkwood           | italienischer Condottiere englischer Herkunft        |       |       |
|     | Konstanze von Kastilien | Adlige                                               |       |       |
|     | Chunradus Murator       | österreichischer Dombaumeister des Stephansdoms      |       |       |